# Cuicirama cayennensis
Cuicirama cayennensis är en skalbaggsart som först beskrevs av Bates 1881.  Cuicirama cayennensis ingår i släktet Cuicirama och familjen långhorningar. Inga underarter finns listade i Catalogue of Life.